# عباس علیزاده
عباس علیزاده باستان‌شناس اهل ایران است که در بسیاری از تپه‌های باستانی خوزستان و فارس کاوش کرده و هم‌اکنون نیز در مؤسسهٔ خاورشناسی دانشگاه شیکاگو، باستان‌شناسی پیش از تاریخ ایران را تدریس می‌کند.
او در آغاز دههٔ ۱۹۷۰ در دانشگاه تهران مشغول به تحصیل در رشتهٔ روان‌شناسی بود، اما از آن‌جا که بیشتر هم‌بازی‌هایش در تیم فوتبال، دانشجویان باستان‌شناسی بودند، او هم تغییر رشته داد. او در خلال یکی از بازدیدهای اخیرش از پایتخت باستانی تخت‌جمشید گفت: «احساس زیادی نسبت به روان‌شناسی نداشتم. به نظرم فقط رمانتیک بود.» او تحصیلاتش را در دانشگاه تهران و سپس در دانشگاه شیکاگو ادامه داد و در سال ۱۹۸۷ میلادی، دکترای خود را از این دانشگاه اخذ کرد. او کاوش‌های متعددی از جمله کاوش‌های تپه چغامیش و چغابنوت را رهبری کرده‌است.
علیزاده در عین حال کار سازمان‌دهی مجموعه سفالینه‌های موزه ایران باستان را پذیرفته‌است. کیسه‌هایی بزرگ از تکه سفال در زیرزمینی مرطوب نگه‌داری می‌شد و کارکنان موزه در شرف دور ریختن این توده بی‌نظم و ترتیب بودند. اما علیزاده مانع این کار شد، و امروز این موزه می‌تواند به داشتن مجموعه قابل‌توجهی از یک میلیون قطعه سفال به خود ببالد که با تلاش علیزاده بر اساس نوع و منطقه، طبقه‌بندی شده و در زیرزمینی که با بودجه دولت بازسازی شده نگه‌داری می‌شود. نیکلاس کوچوکوس، قوم‌شناس دانشگاه شیکاگو، که به علیزاده در این کار کمک کرده‌است می‌گوید: «بسیاری از سایت‌هایی که این سفال‌ها در آنها پیدا شده اکنون اصلاً وجود ندارند. این مجموعه بی‌نظیری است که ما تصور می‌کردیم از دست رفته‌است.»

## کتاب‌ها
۱. مبانی نظری و عملی در باستان‌شناسی: با فصل‌هایی در زیست‌شناسی، تاریخ، و معرفت‌شناسی
۲. باستان‌شناسی و هنر ایران: ۳۲ مقاله در بزرگداشت عزت‌الله نگهبان
1. تئوری و عمل در باستان‌شناسی (با فصل‌هایی در زیست‌شناسی تحولی و معرفت‌شناسی)
2. الگوهای استقرار و فرهنگ‌های پیش از تاریخی دشت شوشان: بر اساس تحلیل مجموعهٔ حاصل از بررسی ف.ج.ل. گرملیزا
3. پیدایش انسان
4. سیستم‌های استقراری و فرهنگ‌های باستانی دشت رامهرمز، جنوب غربی ایران (نتایج کاوش در تل گسر و بررسی منطقه‌ای رامهرمز)